# 殼狀美洲原銀漢魚
殼狀美洲原銀漢魚，為輻鰭魚綱銀漢魚目擬銀漢魚科的其中一種，分布於美國佛羅里達群島淡水、半鹹水、海域，為熱帶魚類，體長可達5公分，棲息在底中層水域，生活習性不明。